# Amen (Iain Matthews)
Amen is een livealbum van Iain Matthews. 
Matthews bracht de laatste jaren weinig muziekalbums uit; hij bevindt zich al jaren in de marge van welke muziekstroming dan ook. Toch heeft de ex-folkzanger een schare fans, die hem trouw blijft volgen en dan ook steeds vraagt om nog niet uitgegeven materiaal. Tevens moet een artiest in de marge ook inkomsten genereren uit liveconcerten. Zo ook Iain Matthews. Tussen de twee regulier uitgegeven albums Joy Mining en Afterwords verscheen via zijn website het album Amen. Het album bevat opnamen van het concert(je) dat Matthews heeft gegeven op 19 december 2008 in Café de Amer te Amen (Aa en Hunze). Hij speelde daar in een trio met Mike Roelofs en Bart Oostindie.

## Musici
- Iain Matthews – zang, gitaar
- Bart Oostindie – gitaar
- Mike Roelofs – Fender Rhodes

## Tracklist
| Nr. | Titel                 | Duur  |
| --- | --------------------- | ----- |
| 1.  | Southern wind         | 4:56  |
| 2.  | Something mighty      | 5:34  |
| 3.  | Joy mining            | 4:56  |
| 4.  | God looked down       | 4:41  |
| 5.  | Ballad of gruene hall | 5:53  |
| 6.  | Timing                | 5:23  |
| 7.  | Randolph Scott        | 6:40  |
| 8.  | The letter (1944)     | 5:50  |
| 9.  | To be white           | 4:43  |
| 10. | Funk & fire           | 10:44 |
| 11. | Woodstock             | 5:44  |